# Pays de Bade
Pour les articles homonymes, voir Bade.
1112–1945
Le pays de Bade (en allemand : Baden) est une région historique et géographique du Sud-Ouest de l'Allemagne faisant partie du Land de Bade-Wurtemberg, bordée au nord par la Hesse, à l'est par le Wurtemberg, à l'ouest par l'Alsace et le Palatinat, et au sud par la Suisse. Il forme un couloir occupant une partie de la plaine du Rhin et de la Forêt-Noire.

## Toponymie
La Bade doit son nom à la ville de Baden-Baden, anciennement appelée Baden (c’est-à-dire « Les Bains » en français). Ce nom provient de la présence de nombreuses sources et villes thermales, bien connues des Romains, dans la région.

## Principales villes
Les principales villes du pays de Bade sont Karlsruhe, Baden-Baden, Constance, Fribourg-en-Brisgau, Heidelberg, Mannheim, Pforzheim, Offenbourg, Kehl, Lörrach, Rastatt et Vieux-Brisach.

## Histoire
Le territoire du pays de Bade a correspondu, au cours de l'histoire, à plusieurs entités politiques.
Le pays correspondant à une partie de l'ancien duché de Souabe, est érigé en margraviat de Bade au sein du Saint-Empire romain germanique au XIe siècle par Hermann de Zähringen, puis morcelé en trois maisons du XIIe siècle jusqu’en 1503 : Baden-Baden, Baden-Hochberg et Baden-Sausenberg. Par une succession d’héritages, la totalité des fiefs dits de Bade revient à Christophe Ier de Bade-Bade, mais pour une courte durée. Dès 1527, attisé par un antagonisme religieux, un nouveau partage est fait entre les deux fils du margrave défunt, qui créent deux nouvelles maisons rivales : Baden-Baden (catholique) et Bade-Durlach (luthérienne).
La réunification intervient en 1771, par extinction de la branche de Baden-Baden, et la réunion des deux margraviats sur la tête de Charles-Frédéric de Bade-Durlach.
En 1806, sous l'impulsion de Napoléon, le margraviat (Margrafschaft) de Bade est érigé en grand-duché de Bade qui est incorporé à la confédération du Rhin.
Après la chute de Napoléon en 1815, le grand-duché rejoint la Confédération germanique. Puis en 1871, le grand-duché intègre l'Empire allemand.
À l'issue de la Première Guerre mondiale en 1918, la monarchie fut abolie et une République de Bade fut proclamée.
Après la Seconde Guerre mondiale, la Bade perd de nouveau son unité politique car elle se trouve dans deux zones d’occupation distinctes : 
- la partie méridionale, dans la zone française, constitue le Land de Bade,
- la partie septentrionale, dans la zone américaine constitua le District de Bade-du-Nord et fusionna avec le District de Wurtemberg-du-Nord pour former le Land de Wurtemberg-Bade.

En 1952, ces deux Länder associés au Württemberg-Hohenzollern se réunissent pour former l'actuel Land de Bade-Wurtemberg. Cependant, lors du scrutin du 9 décembre 1951, la majorité des électeurs badois se sont prononcés contre le nouvel État (52,2 % de non). Dans la partie nord, il y a eu 382 000 oui pour le nouvel État contre 287 560 pour le maintien des trois États. Dans la partie sud, on a relevé 233 243 oui pour le nouvel État contre 383 441. La division en deux circonscriptions du pays de Bade a suscité les protestations de Leo Wohleb (de), ministre d'État du Land de Bade.
Un projet de district européen, administré en commun et comportant une partie du Bas-Rhin centrée sur Strasbourg et une partie de l'arrondissement de l'Ortenau centrée sur Offenbourg dans le pays de Bade, est en négociation entre la France et l’Allemagne. Un projet similaire devrait se concrétiser sur le triangle Colmar - Fribourg - Mulhouse.

## Héraldique

Armes des premiers margraves de Bade.

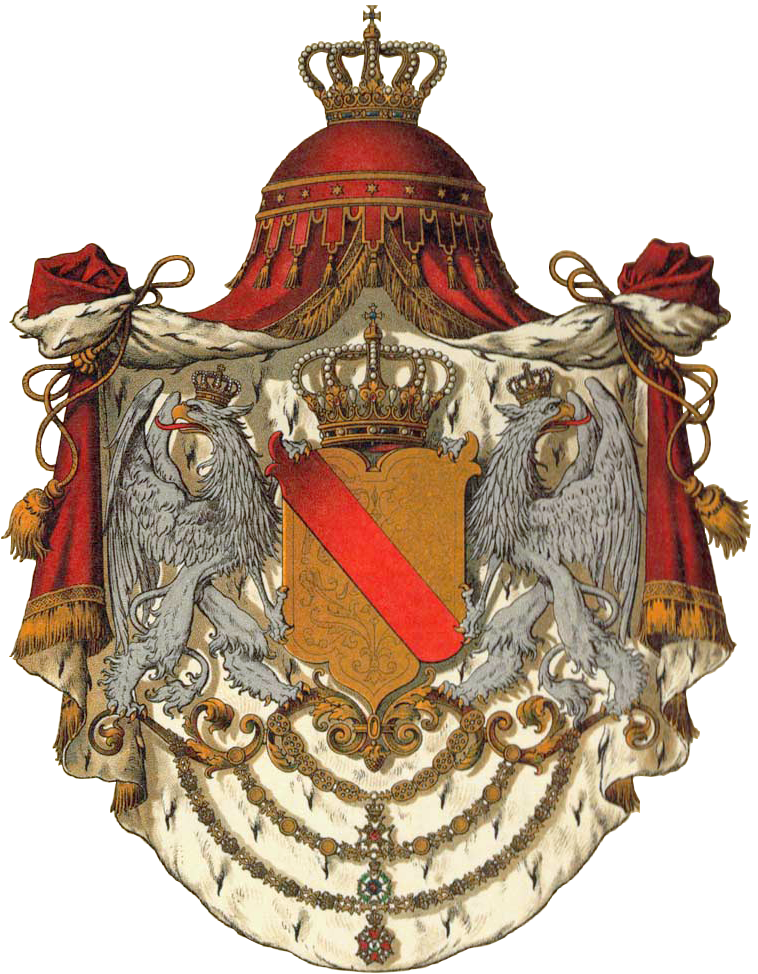
Autre interprétation des armes de Bade.

Blasonnées d'or, à la bande de gueules. Elles furent reprises par les grands-ducs de Bade à partir de 1830.

## Économie
Le pays de Bade est l’une des zones d'Allemagne ayant le plus haut niveau de vie, ceci grâce à :
- une industrie prospère et diversifiée développée le long de l’axe rhénan (chimique avec BASF à Ludwigshafen, mécanique avec Heidelberger Druckmaschinen à Heidelberg ou DaimlerChrysler à Rastatt, etc.), comportant aussi un grand nombre de petites et moyennes entreprises ;
- une agriculture fertile en particulier fruitière et viticole (le pays de Bade est la troisième région viticole d'Allemagne) ;
- la croissance des services notamment de transport et logistique, sans oublier le tourisme et le thermalisme.

L'aéroport de Bâle-Mulhouse-Fribourg est le seul aéroport parfaitement binational au monde.

## Population
En 1900, sa population comptait 1 725 500 habitants dont 1 057 417 catholiques.